# Barcelona Open Banco Sabadell 2022
Barcelona Open Banco Sabadell 2022, známý jako Torneo Godó 2022, byl tenisový turnaj hraný jako součást mužského okruhu ATP Tour v Královském tenisovém klubu na otevřených antukových dvorcích. Probíhal mezi 18. až 24. dubnem 2022 v katalánské metropoli Barceloně jako šedesátý devátý ročník turnaje.
Turnaj dotovaný 2 802 580 eury patřil do kategorie ATP Tour 500. Nejvýše nasazeným ve dvouhře se stal pátý hráč světa Stefanos Tsitsipas z Řecka, jenž v předchozím týdnu vyhrál Monte-Carlo Masters. Jako poslední přímý účastník do singlové soutěže nastoupil 80. hráč žebříčku, Američan Brandon Nakashima.
V důsledku invaze Ruska na Ukrajinu na konci února 2022 řídící organizace tenisu ATP, WTA a ITF s grandslamy rozhodly, že ruští a běloruští tenisté mohli dále na okruzích startovat, ale do odvolání nikoli pod vlajkami Ruska a Běloruska.
Čtvrtý singlový titul na okruhu ATP Tour vybojoval Španěl Carlos Alcaraz. V 18 letech se poprvé posunul do Top 10 jako nejmladší debutant v desítce od Nadala, který do ní pronikl na den přesně o 17 let dříve – 25. dubna 2005 –, rovněž po prvním triumfu na Barcelona Open. Čtyřhru ovládli Němci Kevin Krawietz a Andreas Mies, kteří získali pátou společnou trofej.

## Rozdělení bodů a finančních odměn

### Rozdělení bodů
| Soutěž  | Soutěž | vítězové | finalisté | semifinalisté | čtvrtfinalisté | 16 v kole | 32 v kole | 56 v kole | Q  | Q2 | Q1 |
| ------- | ------ | -------- | --------- | ------------- | -------------- | --------- | --------- | --------- | -- | -- | -- |
| dvouhra | [ 1 ]  | 500      | 300       | 180           | 90             | 45        | 20        | 0         | 10 | 4  | 0  |
| čtyřhra | [ 5 ]  | 500      | 300       | 180           | 90             | 0         | —         | —         | 45 | 25 | 0  |

### Finanční odměny
| Soutěž                              | Soutěž      | vítězové  | finalisté | semifinalisté | čtvrtfinalisté | 16 v kole | 32 v kole | 56 v kole | Q2      | Q1      |
| ----------------------------------- | ----------- | --------- | --------- | ------------- | -------------- | --------- | --------- | --------- | ------- | ------- |
| dvouhra                             | [ 1 ] [ 6 ] | 467 150 € | 249 140 € | 129 245 €     | 67 480 €       | 35 555 €  | 19 465 €  | 10 380 €  | 5 450 € | 3 115 € |
| čtyřhra                             | [ 5 ]       | 163 500 € | 87 200 €  | 44 120 €      | 22 060 €       | 11 420 €  | —         | —         | —       | —       |
| částka ve čtyřhře je uvedena na pár |             |           |           |               |                |           |           |           |         |         |

## Mužská dvouhra

### Nasazení
| Stát                          | Hráč                  | ATP | Nasazení |
| ----------------------------- | --------------------- | --- | -------- |
| Řecko                         | Stefanos Tsitsipas    | 5.  | 1.       |
| Norsko                        | Casper Ruud           | 7.  | 2.       |
| Kanada                        | Félix Auger-Aliassime | 9.  | 3.       |
| Spojené království            | Cameron Norrie        | 10. | 4.       |
| Španělsko                     | Carlos Alcaraz        | 11. | 5.       |
| Argentina                     | Diego Schwartzman     | 16. | 6.       |
| Španělsko                     | Roberto Bautista Agut | 18. | 7.       |
| Španělsko                     | Pablo Carreño Busta   | 19. | 8.       |
| Gruzie                        | Nikoloz Basilašvili   | 20. | 9.       |
| Austrálie                     | Alex de Minaur        | 25. | 10.      |
| Itálie                        | Lorenzo Sonego        | 26. | 11.      |
| Spojené království            | Dan Evans             | 27. | 12.      |
| USA                           | Frances Tiafoe        | 28. | 13.      |
| Bulharsko                     | Grigor Dimitrov       | 29. | 14.      |
| Argentina                     | Federico Delbonis     | 34. | 15.      |
| Kazachstán                    | Alexandr Bublik       | 36. | 16.      |
| Španělsko                     | Albert Ramos-Viñolas  | 37. | 17.      |
| Žebříček ATP k 11. dubnu 2022 |                       |     |          |

### Jiné formy účasti
Následující hráči obdrželi divokou kartu do hlavní soutěže:
- Félix Auger-Aliassime
- Feliciano López
- Jaume Munar
- Tommy Robredo

Následující hráči postoupili z kvalifikace:
- Nicolás Álvarez Varona
- Hugo Dellien
- Jegor Gerasimov
- Carlos Taberner
- Elias Ymer
- Bernabé Zapata Miralles

Následující hráči postoupili z kvalifikace jako šťastní poražení:
- Hugo Grenier
- Manuel Guinard
- Gian Marco Moroni

### Odhlášení
před zahájením turnaje
- Roberto Bautista Agut → nahradil jej  Hugo Grenier
- Alejandro Davidovich Fokina → nahradil jej  Manuel Guinard
- Tallon Griekspoor → nahradil jej  Maxime Cressy
- Hubert Hurkacz → nahradil jej  Lorenzo Musetti
- Rafael Nadal → nahradil jej  Kwon Sun-u
- Arthur Rinderknech → nahradil jej  Gian Marco Moroni
- Denis Shapovalov → nahradil jej  Pablo Andújar
- Jannik Sinner → nahradil jej  Jordan Thompson
- Jan-Lennard Struff → nahradil jej  Sebastián Báez
- Botic van de Zandschulp → nahradil jej  Roberto Carballés Baena

## Mužská čtyřhra

### Nasazení
| Stát                                                                                   | Hráč                 | Stát               | Hráč             | ATP | Nasazení |
| -------------------------------------------------------------------------------------- | -------------------- | ------------------ | ---------------- | --- | -------- |
| USA                                                                                    | Rajeev Ram           | Spojené království | Joe Salisbury    | 3.  | 1.       |
| Španělsko                                                                              | Marcel Granollers    | Argentina          | Horacio Zeballos | 11. | 2.       |
| Německo                                                                                | Tim Pütz             | Nový Zéland        | Michael Venus    | 20. | 3.       |
| Kolumbie                                                                               | Juan Sebastián Cabal | Kolumbie           | Robert Farah     | 24. | 4.       |
| Žebříček ATP k 11. dubnu 2022; číslo je součtem žebříčkového postavení obou členů páru |                      |                    |                  |     |          |

### Jiné formy účasti
Následující páry obdržely divokou kartu do hlavní soutěže:
- David Marrero /  Jaume Munar
- Feliciano López /  Marc López

Následující pár postoupil z kvalifikace:
- Ugo Humbert /  Sebastian Korda

Následující pár postoupil z kvalifikace jako šťastný poražený:
- Sander Gillé /  Joran Vliegen

### Odhlášení
před zahájením turnaje
- Carlos Alcaraz /  Pablo Carreño Busta → nahradili je  Sander Gillé /  Joran Vliegen
- Lloyd Harris /  Denis Shapovalov → nahradili je  Máximo González /  Lloyd Harris
- John Peers /  Filip Polášek → nahradili je  Nikoloz Basilašvili /  Alexandr Bublik

## Přehled finále

### Mužská dvouhra
- Carlos Alcaraz vs.  Pablo Carreño Busta, 6–3, 6–2

### Mužská čtyřhra
- Kevin Krawietz /  Andreas Mies vs.   Wesley Koolhof /  Neal Skupski, 6–7(3–7), 7–6(7–5), [10–6]